# Alebion crassus
Alebion crassus är en kräftdjursart som beskrevs av C. B. Wilson 1932. Alebion crassus ingår i släktet Alebion och familjen Euryphoridae. Inga underarter finns listade i Catalogue of Life.